# Orbivirus
Orbivirus is een geslacht van virussen uit de familie Reoviridae. Het geslacht omvat 22 soorten waaronder het blauwtongvirus de veroorzaker van blauwtong.